# Талойоак
Талойоак (інуктитут ᑕᓗᕐᔪᐊᕐᒃ, англ. Taloyoak, до 1 липня 1992 року Спенс-Бей (англ. Spence Bay)) — село у Канаді у регіоні Кітікмеот території Нунавут, на західному березі півострова Бутія. Населення села становить 899 людей.
У селі є аеропорт.

## Назва
У перекладі з мови інуктитут назва села перекладається як «велика засідка».

## Населення
Населення села Талойоак за переписом 2011 року становить 899 осіб і для нього характерним є зростання у період від переписів 2001 й 2006 років:
- 2001 рік — 720 осіб[4]

- 2006 рік — 809 особи[4]

- 2011 рік — 899 осіб.[1]

Данні про національний склад населення, рідну мову й використання мов у селі Талойоак, отримані під час перепису 2011 року, будуть оприлюднені 24 жовтня 2012 року. Перепис 2006 року дає такі данні:
- корінні жителі — 745 осіб,
- некорінні — 65 осіб.

| Мова              | Кількість населення, осіб |
| Тільки англійська | 285                       |
| Тільки французька | 0                         |
| Інша мова (мови)  | 525                       |

| Мова                                          | Кількість населення, осіб |
| Тільки англійська                             | 770                       |
| Тільки французька                             | 0                         |
| Французька і англійська                       | 10                        |
| Не володіють ані англійською, ані французькою | 25                        |

| Мова                         | Кількість населення, осіб |
| Англійська                   | 635                       |
| Французька                   | 0                         |
| Неофіційна мова              | 170                       |
| Англійська і неофіційна мови | 10                        |

| Мова                         | Кількість населення, осіб |
| Англійська                   | 280                       |
| Неофіційна мова              | 40                        |
| Англійська і неофіційна мови | 0                         |